# Legături bolnăvicioase
Legături bolnăvicioase is een Roemeense dramafilm onder regie van Tudor Giurgiu die werd uitgebracht in 2006.

## Verhaal
Alex en Cristina (Kiki) zijn studentes die in hetzelfde gebouw in Boekarest komen te wonen. Hun vriendschap ontwikkelt zich snel tot een romance. Hoewel de ze heel verschillend zijn, kunnen ze het goed met elkaar vinden. Hun relatie wordt bedreigd door de verschijning van Sandu, de broer van Kiki, waardoor er een tegennatuurlijke jaloezie ontstaat die een incestueuze relatie tussen broer en zus suggereert.

## Rolverdeling
- Maria Popistașu als Kiki
- Ioana Barbu als Alex
- Tudor Chirilă als Sandu, de broer van Kiki
- Cătălina Murgea als mevrouw Benes
- Mircea Diaconu als de heer Dragnea
- Virginia Mirea als mevrouw Dragnea
- Tora Vasilescu als mevrouw Parvulescu
- Valentin Popescu als mevrouw Parvulescu
- Mihai Dinvale als professor Mihailescu
- Carmen Tanase als serveerster
- Puya als taxichauffeur
- Mihaela Radulescu als mevrouw Negulescu
- Robert Paschall als Bo